# Góra Polaków
Góra Polaków (niem. Polackenberg) – niewielkie, śródleśne wzniesienie (153,6 m n.p.m.) zlokalizowane w Puszczy Dolnej około 2,5 km na północ od miejscowości Wierzbowa, nieopodal południowego fragmentu Wałów Śląskich, na północnych rubieżach historycznego i obecnego powiatu bolesławieckiego.
Góra Polaków (potocznie i nieściśle zwane też Polską Górą) było wzmiankowane na wielu historycznych mapach niemieckich oraz w kronikach szkolnych okolicznych wsi, m.in. w kronice szkoły w Wierzbowej (niem. Ruckenwaldau). Nazwa wzniesienia ma świadczyć o istniejącym w średniowieczu w tej części Śląska osadnictwie polskim (słowiańskim), wypartym przez kolonistów niemieckich (germańskich).